# Alex Dowsett
Alex Edward Albert Dowsett (Maldon, 3 oktober 1988) is een voormalig Engels baan- en wegwielrenner. In 2015 was hij gedurende twee maanden houder van het werelduurrecord.

## Carrière
Als junior werd Dowsett tweemaal Brits kampioen tijdrijden en behaalde hij in 2006 (samen met Jonathan Bellis, Steven Burke en Peter Kennaugh) de bronzen medaille op het wereldkampioenschap ploegenachtervolging. Als belofterenner werd hij zowel nationaal als Europees kampioen. Daarnaast werd hij in 2010 tweede in de tijdrit op de Gemenebestspelen en won hij die wedstrijd in 2014. Als eliterenner werd Dowsett zesmaal nationaal tijdritkampioen van het Verenigd Koninkrijk en is daarmee, samen met Stuart Dangerfield, recordhouder.
Na twee seizoenen bij Sky begon Dowsett in 2013 aan zijn eerste van vijf seizoenen bij het Spaanse Movistar Team. Dat jaar reed hij zijn eerste grote ronde, de Ronde van Italië, waarin hij de achtste etappe (een lange individuele tijdrit) op zijn naam schreef. Zeven jaar later, in 2020, zou hij na een lange ontsnapping nogmaals een Girorit winnen: ook nu betrof het de achtste etappe. Dowsett was vanaf 2018 twee seizoenen in dienst bij Katjoesja Alpecin, waarna hij in 2020 overstapte naar Israel Start-Up Nation. Dowsett zou drie seizoenen uitkomen voor het Israëlische team alvorens zijn loopbaan te beëindigen. 

### Werelduurrecord
Op 2 mei 2015 verbeterde Dowsett het werelduurrecord van Rohan Dennis met 433 meter in een totale afstand van 52,757 kilometer. Twee maanden later verloor hij deze titel aan landgenoot Bradley Wiggins.
Op 3 november 2021 waagde hij een tweede poging op de Velodromo Bicentenario in Aguascalientes. Hij haalde er een afstand van 54,555 kilometer wat niet genoeg was om het record van de Belgische wielrenner Victor Campenaerts te breken die in 2019 op dezelfde Mexicaanse wielerbaan 55,089 kilometer reed.

## Persoonlijk
Dowsett lijdt aan de erfelijke bloedziekte hemofilie waardoor contactsporten uit ten boze waren. Hij vond een uitlaatklep in het wielrennen en ondanks zijn ziekte heeft hij een lange professionele wielerloopbaan kunnen uitbouwen.

## Baanwielrennen

### Palmares
| Jaar     | BK                   | EK       | WK                   | Overig          |
| Junioren | Junioren             | Junioren | Junioren             | Junioren        |
| -------- | -------------------- | -------- | -------------------- | --------------- |
| 2006     |                      |          | Ploegenachtervolging |                 |
| Elite    |                      |          |                      |                 |
| 2005     | Ploegenachtervolging |          |                      |                 |
| 2006     | Ploegenachtervolging |          |                      |                 |
| 2007     |                      |          |                      |                 |
| 2008     | Ploegkoers           |          |                      |                 |
| 2009     | Scratch, Ploegkoers  |          |                      |                 |
| 2010     |                      |          |                      |                 |
| 2011     | Ploegkoers           |          |                      |                 |
| 2012     | Ploegkoers           |          |                      |                 |
| 2013     |                      |          |                      |                 |
| 2014     | Ploegkoers           |          |                      |                 |
| 2015     |                      |          |                      | Werelduurrecord |

## Wegwielrennen

### Overwinningen
2005
 Brits kampioen tijdrijden, Junioren
2006
2e etappe deel B Tour du Pays de Vaud
 Brits kampioen tijdrijden, Junioren
2008
 Brits kampioen tijdrijden, Beloften
2009
 Brits kampioen tijdrijden, Beloften
2010
 Europees kampioen tijdrijden, Beloften
2011
5e etappe Ronde van Poitou-Charentes
 Brits kampioen tijdrijden, Elite
8e etappe deel A Ronde van Groot-Brittannië
2012
 Brits kampioen tijdrijden, Elite
2013
8e etappe Ronde van Italië
 Brits kampioen tijdrijden, Elite
2014
3e etappe Ronde van de Sarthe
 Tijdrit op de Gemenebestspelen
2015
4e etappe Ronde van Beieren
Eindklassement Ronde van Beieren
 Brits kampioen tijdrijden, Elite
2016
7e etappe Ronde van Polen
 Brits kampioen tijdrijden, Elite
2017
3e etappe Ronde van de Sarthe
2019
 Brits kampioen tijdrijden, Elite
2020
8e etappe Ronde van Italië
2021
1e etappe deel B Internationale Wielerweek (ploegentijdrit)

### Resultaten in voornaamste wedstrijden
| Jaar | Ronde van Italië | Ronde van Frankrijk | Ronde van Spanje |
| ---- | ---------------- | ------------------- | ---------------- |
| 2011 |                  |                     |                  |
| 2012 |                  |                     |                  |
| 2013 | 148e (1)         |                     |                  |
| 2014 |                  |                     |                  |
| 2015 |                  | opgave              |                  |
| 2016 |                  |                     |                  |
| 2017 |                  |                     |                  |
| 2018 | 120e             |                     |                  |
| 2019 |                  | 151e                |                  |
| 2020 | 120e (1)         |                     |                  |
| 2021 | opgave           |                     |                  |
| 2022 | 134e             |                     |                  |

| Jaar | Milaan-San Remo | Gent-Wevelgem | Ronde van Vlaanderen | Parijs-Roubaix | Parijs-Tours |  | WK op de weg |  | Wereldranglijsten |
| ---- | --------------- | ------------- | -------------------- | -------------- | ------------ |  | ------------ |  | ----------------- |
| 2011 |                 |               |                      |                |              |  |              |  | 204e (UWT)        |
| 2012 |                 |               |                      |                |              |  | opgave       |  |                   |
| 2013 |                 | opgave        | opgave               | opgave         |              |  |              |  | 136e (UWT)        |
| 2014 |                 | opgave        | opgave               | opgave         |              |  |              |  |                   |
| 2015 | 158e            | opgave        |                      |                |              |  | opgave       |  |                   |
| 2016 |                 |               |                      |                |              |  |              |  | 174e (UWT)        |
| 2017 | 44e             |               | opgave               | 66e            |              |  |              |  | 295e (UWT)        |
| 2018 |                 | 128e          |                      |                | opgave       |  |              |  | 336e (UWT)        |
| 2019 |                 |               |                      |                | opgave       |  |              |  | 305e (UWR)        |
| 2020 | opgave          |               |                      |                |              |  |              |  |                   |
| 2021 |                 |               |                      |                |              |  |              |  |                   |
| 2022 | 80e             |               |                      |                |              |  |              |  |                   |

## Ploegen
- 2010 –  Trek Livestrong U23
- 2011 –  Sky ProCycling
- 2012 –  Sky ProCycling
- 2013 –  Movistar Team
- 2014 –  Movistar Team
- 2015 –  Movistar Team
- 2016 –  Movistar Team
- 2017 –  Movistar Team
- 2018 –  Team Katjoesja Alpecin
- 2019 –  Team Katjoesja Alpecin
- 2020 –  Israel Start-Up Nation
- 2021 –  Israel Start-Up Nation
- 2022 –  Israel-Premier Tech